# Oryza meyeriana
Oryza meyeriana är en gräsart som först beskrevs av Heinrich Zollinger och Alexandre Moritzi, och fick sitt nu gällande namn av Henri Ernest Baillon. Oryza meyeriana ingår i släktet rissläktet, och familjen gräs. Inga underarter finns listade i Catalogue of Life.